# Талачко суђење
Талачко суђење, званично САД против Вилхелма Листа и др. (The United States of America vs. Wilhelm List, et. al) (8. јул 1947 — 19. фебруар 1948. године) било је суђење дванаесторици немачких генерала на челу трупа у Југославији, Грчкој, Албанији и Норвешкој. Оптужница је подигнута против фелдмаршала и генерала: Вилхелма Листа, Максимилијана фон Вајхса, Лотара Рендулића, Валтера Кунцеа, Хермана Ферча, Франца Бемеа, Хелмута Фелмија, Хуберта Ланца, Ерста Денера, Ернста фон Лејсера, Вилхелма Шпидела и Курта фон Гајтнера. Генерали су оптужени за масовна убиства стотина хиљада цивила, разарања и пљачке насеља, убиства и злостављања ратних заробљеника, ускраћивање статуса ратних заробљеника припадницима покрета отпора и њихова убиства, као и мучење и депортација цивила на овом подручју. 
Суђење је водио Војни трибунал V - судије Чарлс Венерштрум, Џорџ Бурк и Едвард Картер.
Од 12 оптужених, генерал Франц Беме је извршио самоубиство, Максимилијан фон Вајхс, бивши командант немачких трупа на Балкану 1943—1944, пуштен је из здравствених разлога, двојица оптужених су ослобођена, а осам оптужених је осуђено на затворске казне од седам година до доживотног затвора.